# Atlantikwall

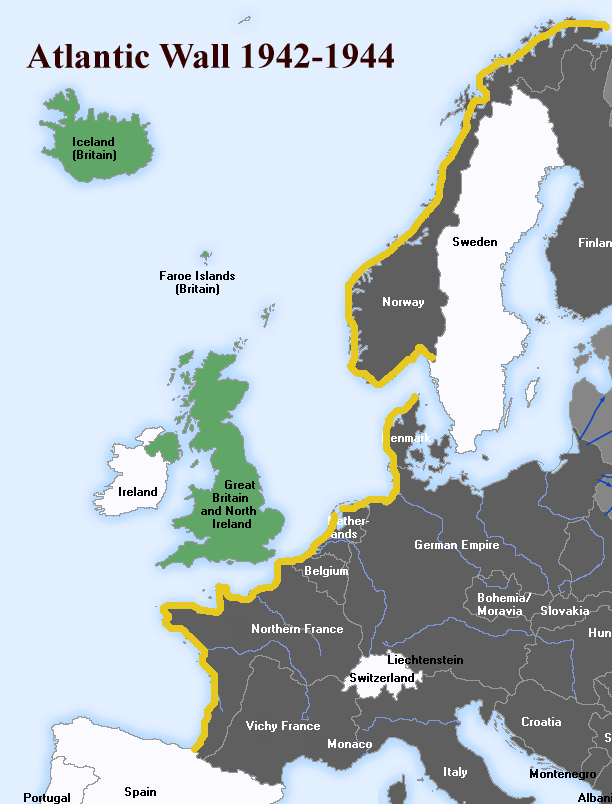
De Atlantikwall in geel

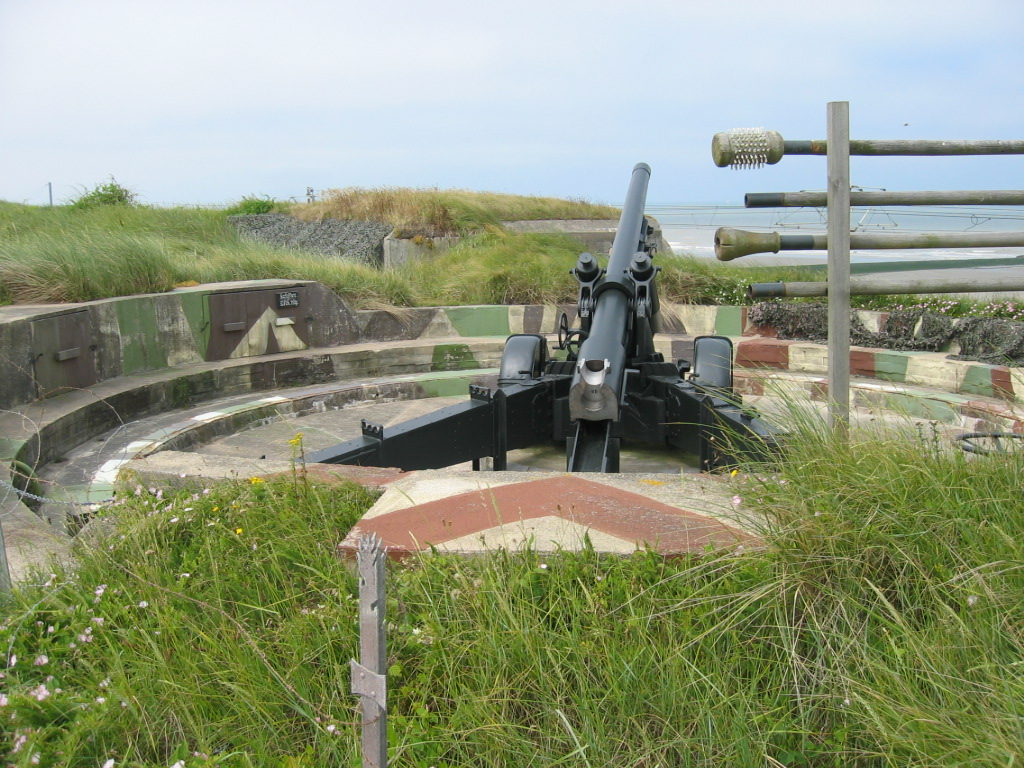
Geschutsbedding met origineel artilleriestuk in het Provinciedomein Raversijde.

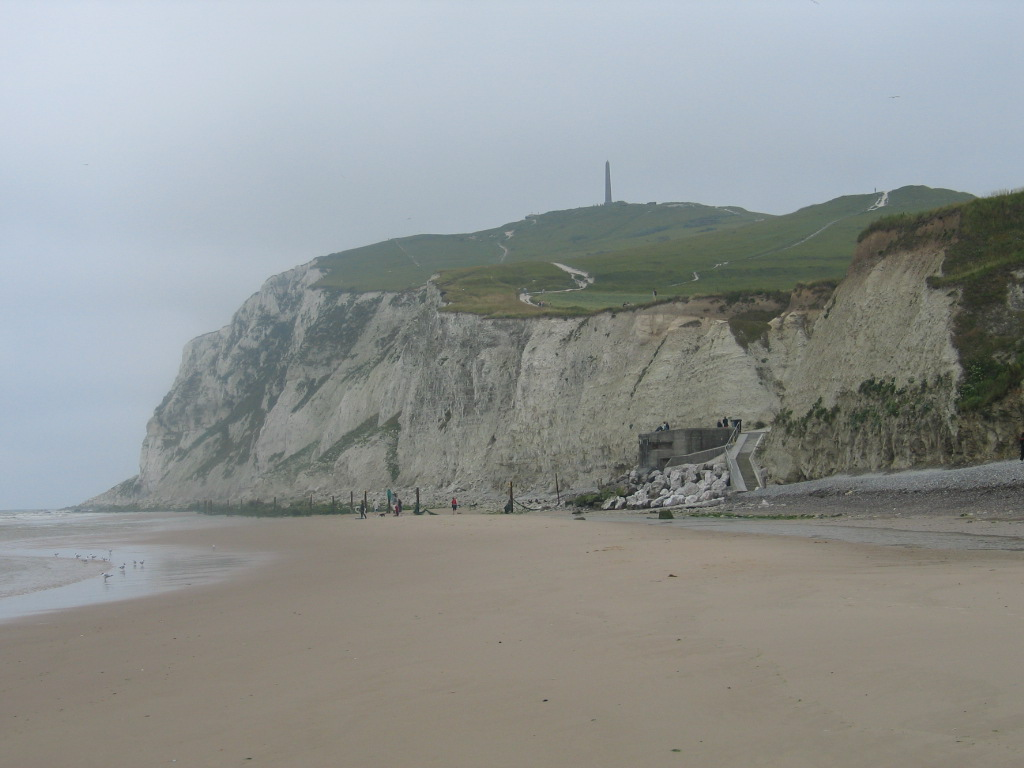
Een bunker bij Cap Blanc-Nez.

De Atlantikwall was een meer dan 5.000 kilometer lange verdedigingslinie, die Nazi-Duitsland tijdens de Tweede Wereldoorlog langs de westkust van de bezette gebieden in West-Europa heeft aangelegd ter voorkoming van een geallieerde invasie.

## Overzicht
De Atlantikwall liep van Noorwegen, via Denemarken, Duitsland, Nederland en België naar Frankrijk tot aan de grens met Spanje. De verdedigingslinie, die overigens nooit geheel werd voltooid, bestond uit kazematten of bunkers, kanonnen en mijnenvelden.
De Atlantikwall was geen aaneengesloten muur van verdedigingswerken zoals de naam suggereert. De verdedigingswerken waren geconcentreerd op strategische punten als haven- en riviermondingen, zoals bij Hoek van Holland en IJmuiden. Langs de tussenliggende kust werden op geruime afstand van elkaar verdedigingsposten gebouwd. De Atlantikwall was een aaneenschakeling van kustbatterijen, versperringen en ondersteuningsbunkers. Behalve artillerie tegen invasieschepen werd ook luchtafweer en antitankgeschut geplaatst. Bij dit antitankgeschut werden veelal tankversperringen aangelegd, zoals tankgrachten, drakentanden, tankmuren en tankvallen. Na de invasie in Normandië op 6 juni 1944, waarbij de Atlantikwall werd doorbroken, is de bouw grotendeels stilgelegd. Op dat moment waren er nog maar 10.273 van de geplande 15.000 bunkers afgewerkt; 799 bunkers waren nog in aanbouw.
Zoals veldmaarschalk Erwin Rommel voorspeld had, waren de eerste 24 uur van de invasie in Normandië beslissend; de Atlantikwall werd over een front van enkele tientallen kilometers op een aantal plaatsen doorbroken. Slechts in een van de vijf grote landingsgebieden - Omaha Beach, ter hoogte van Colleville-sur-Mer - konden de Duitsers de geallieerden zulke zware verliezen toebrengen dat de aanval daar dreigde te mislukken. Dankzij een effectieve misleidingsstrategie wisten de geallieerden de Duitsers er lange tijd van te weerhouden versterkingen vanuit Calais naar Normandië te halen. De geallieerden konden zo hun numerieke overwicht snel opbouwen met versterkingen vanuit Engeland, die door de Duitsers niet meer terug in zee konden worden gedreven.
Tot het einde van de oorlog in 1945 bleven enkele goed verdedigde Franse havensteden nog in Duitse handen. Ook speelden de verdedigingswerken van de Atlantikwall nog een rol bij de Duitse verdediging van de Westerschelde en de Strijd om Walcheren in het najaar van 1944.

## Bouwgeschiedenis
Om de veiligheid van Duitsland te waarborgen liet Hitler in 1933 de bouw van de Westwall (door de Geallieerden „Siegfriedlinie” genoemd) beginnen. Dat was een lijn van verdedigingswerken langs de grens met Frankrijk. De Westwall bestond uit tankversperringen, bunkers en loopgraven. Acht jaar later, toen Westelijk Europa was bezet, kwam er een plan voor een Neue Westwall. Deze zou langs de kust van Noorwegen, Denemarken, Duitsland, Nederland, België en Frankrijk worden gebouwd, met een totale lengte van 5.000 kilometer, en was bedoeld om het Derde Rijk voor een eventuele invasie van de geallieerden te behoeden. Door de Neue Westwall, die later om propagandistische redenen Atlantikwall werd genoemd, kon een groot aantal troepen vrij worden gemaakt van de kustverdediging om aan het oostfront te vechten tegen de Sovjet-Unie.
De bouw van deze verdedigingslinie gebeurde in drie fasen:

### Eerste fase
In de zomer van 1940, direct na de Duitse bezetting van West-Europa, begon de Duitse Kriegsmarine al met de bouw van kustbatterijen met de nodige infrastructuur (observatiepost, commandopost, munitiebunkers en zoeklichten) en versterkingen met het doel het scheepvaartverkeer voor de kust te kunnen controleren met licht tot zwaar geschut om de voorgenomen invasie van Groot-Brittannië te kunnen ondersteunen.
Na de Slag om Engeland in het najaar van 1940 werd de invasie van Groot-Brittannië afgelast; de Duitse oorlogvoering op de Balkan en in Rusland vanaf 1941 maakten de West-Europese kusten definitief van een offensieve tot defensieve frontlijn voor Duitsland. Vanaf dat moment werden plannen gemaakt voor de bouw van een samenhangend kustverdedigingsstelsel. De opdracht hiertoe werd gegeven op 14 december 1941. Er moesten versterkte bunkers in gewapend beton aangelegd worden (verstärkt feldmässige type). Er werd tevens gekozen voor open circulaire geschutstellingen, die dus zo nodig ook aanvallen van reeds doorgebroken invasietroepen konden afslaan. In de maanden vanaf 23 maart 1942 werd de tactische organisatie uitgewerkt. Na Operatie Chariot, de raid op de U-bootbasis in Saint-Nazaire op 27 maart 1942, werd bovendien opdracht gegeven dit soort bases aanzienlijk te versterken.

### Tweede fase

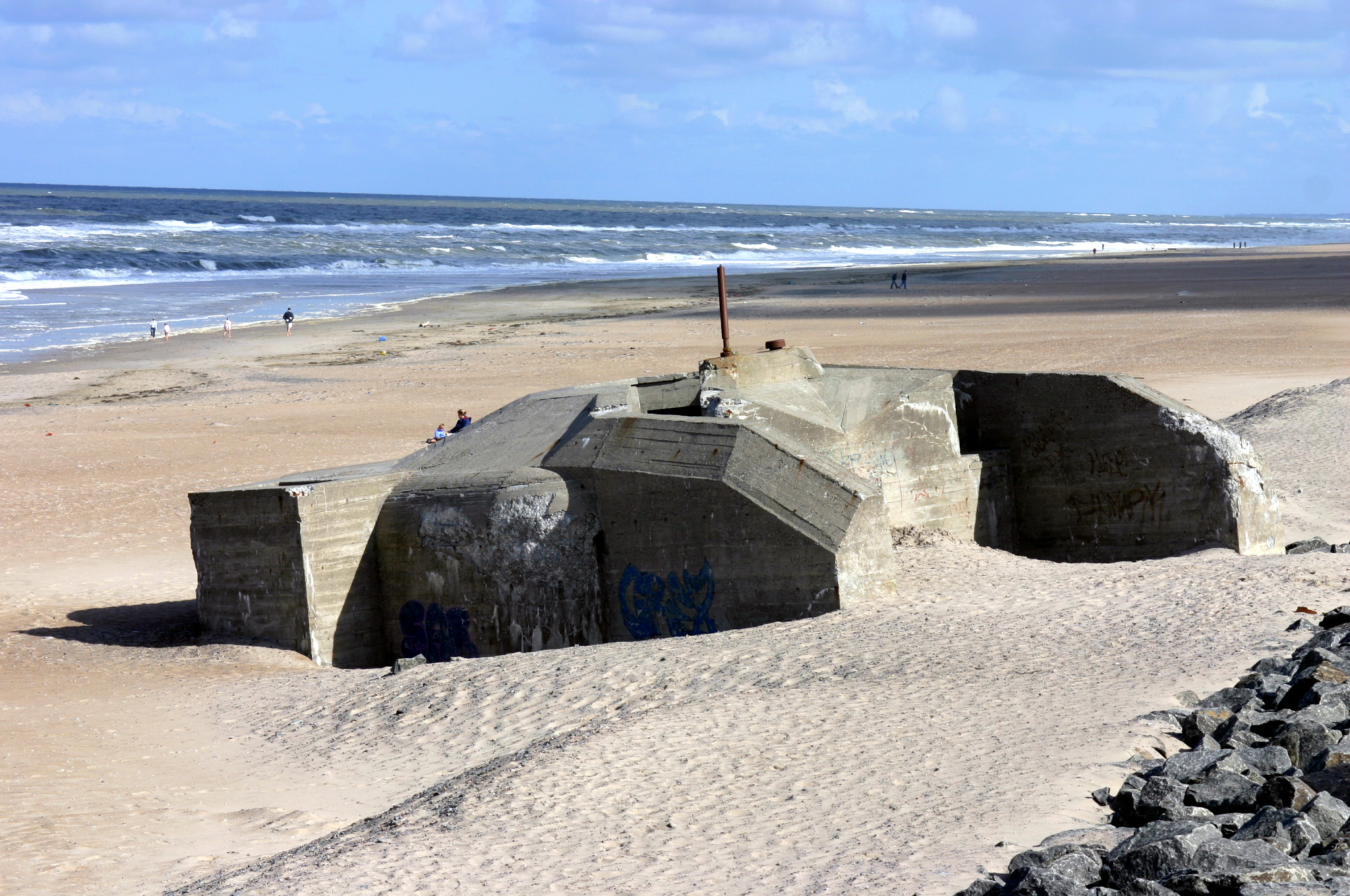
Een bunker in Søndervig, Denemarken.

De bouw van de Atlantikwall kwam serieus op gang in de herfst van 1942 met het bevel van Hitler hiertoe op 25 augustus 1942, dus na de mislukte geallieerde Raid op Dieppe, op 18/19 augustus 1942. De bedoeling was de bouw van 15.000 bunkers tussen Schiermonnikoog en Biarritz (aan de Frans-Spaanse grens). De bunkerontwerpen werden gestandaardiseerd, namelijk van de serie 600 tot de serie 704 (in 1944). Er werden ondersteunende luchtafweerbatterijen en radarstations geïnstalleerd. De verdediging met infanterietroepen werd ook opgevoerd.
Deze bouw werd uitgevoerd door de vestinggenietroepen (Festungspioniere) en de Organisation Todt, die al vanaf 1933 onder andere de bouw van de Westwall en de Duitse autosnelwegen had gecoördineerd. Dit alles resulteerde in een reusachtige bouwactiviteit met een enorme inzet van mensen en materieel: bij de bouw van de hele Atlantikwall waren 100.000 Duitsers en 800.000 buitenlanders betrokken als werkkrachten, (waaronder in de eerste fase ongeveer 50.000 Nederlanders) en een maandelijks verbruik van 600.000 kubieke meter beton.
In eerste opzet zouden er 15.000 zware bunkers worden aangelegd, die op 1 mei 1943 voltooid zouden moeten zijn. Spoedig bleek dat het aanvankelijke doel niet haalbaar was. Door gebrek aan brandstof en bouwmaterialen waren er op die datum slechts 6.000 bunkers voltooid.
Er werd daarna meer nadruk gelegd op de verdediging van de kusthavens. Van de beoogde 399 bunkers langs de Belgische kust werden er uiteindelijk ongeveer 80 gebouwd.
Toen de geallieerde luchtaanvallen toenamen, werd overgegaan tot een nieuw programma ('Schartenbauprogramma') waarin gesloten geschutbunkers de open circulaire geschutstellingen moesten vervangen.
Over de bouw van de Atlantikwall werd door de Duitse media aanvankelijk gezwegen en de verdedigingslinie werd niet gebruikt in propaganda-activiteiten. De Duitse bevelhebbers dachten namelijk dat de bouw van een dergelijk omvangrijk verdedigingsproject niet zou worden geaccepteerd door de Duitse bevolking, omdat zoiets niet paste in de idee van een onoverwinnelijk Duizendjarig Rijk. Na 1943 kreeg de Atlantikwall gaandeweg meer aandacht in de media en werd het project opvallend genoeg na enige tijd zelfs gebruikt voor propagandadoeleinden. Deze propaganda had mede tot doel de geallieerden zodanig te imponeren dat zij een invasie op de West-Europese kust niet zouden aandurven.

### Derde fase
Na de inspectiebezoeken tussen einde 1943 en begin 1944 van veldmaarschalk Erwin Rommel aan de Atlantikwall, werden de veldversterkingen nog verder uitgebreid met hindernissen op het strand (Rommelasperges) en met antitankmuren. Er werden als rugdekking brede zones met landmijnen ingericht achter de Atlantikwall. De eenheden die de Atlantikwall bemanden waren statische eenheden, dat wil zeggen ze hadden geen materieel om zich te verplaatsen vanuit hun versterkte posities voor het geval dat de geallieerden toch doorbraken; Hun zware kanonnen konden zelfs niet landinwaarts gericht worden. Vooral in Normandië en Calais, de twee waarschijnlijkste plaatsen voor een geallieerde invasie, werden veel bunkers, landmijnen, obstakels e.d. geïnstalleerd. Hiermee ging Rommel in tegen zijn vroegere tactiek van snel en beweeglijk oorlog voeren. De tijd van de superioriteit van de Duitse landstrijdkrachten was echter voorbij en de geallieerde luchtsuperioriteit maakte Duitse troepenverplaatsingen overdag tot een hachelijke zaak. Rommel was ervan overtuigd dat de invasiemacht alleen op het strand kon worden tegengehouden, liefst nog in de branding. Zouden de geallieerden vaste voet aan wal krijgen, dan was de slag volgens hem verloren voor Duitsland.

## De Atlantikwall in Nederland

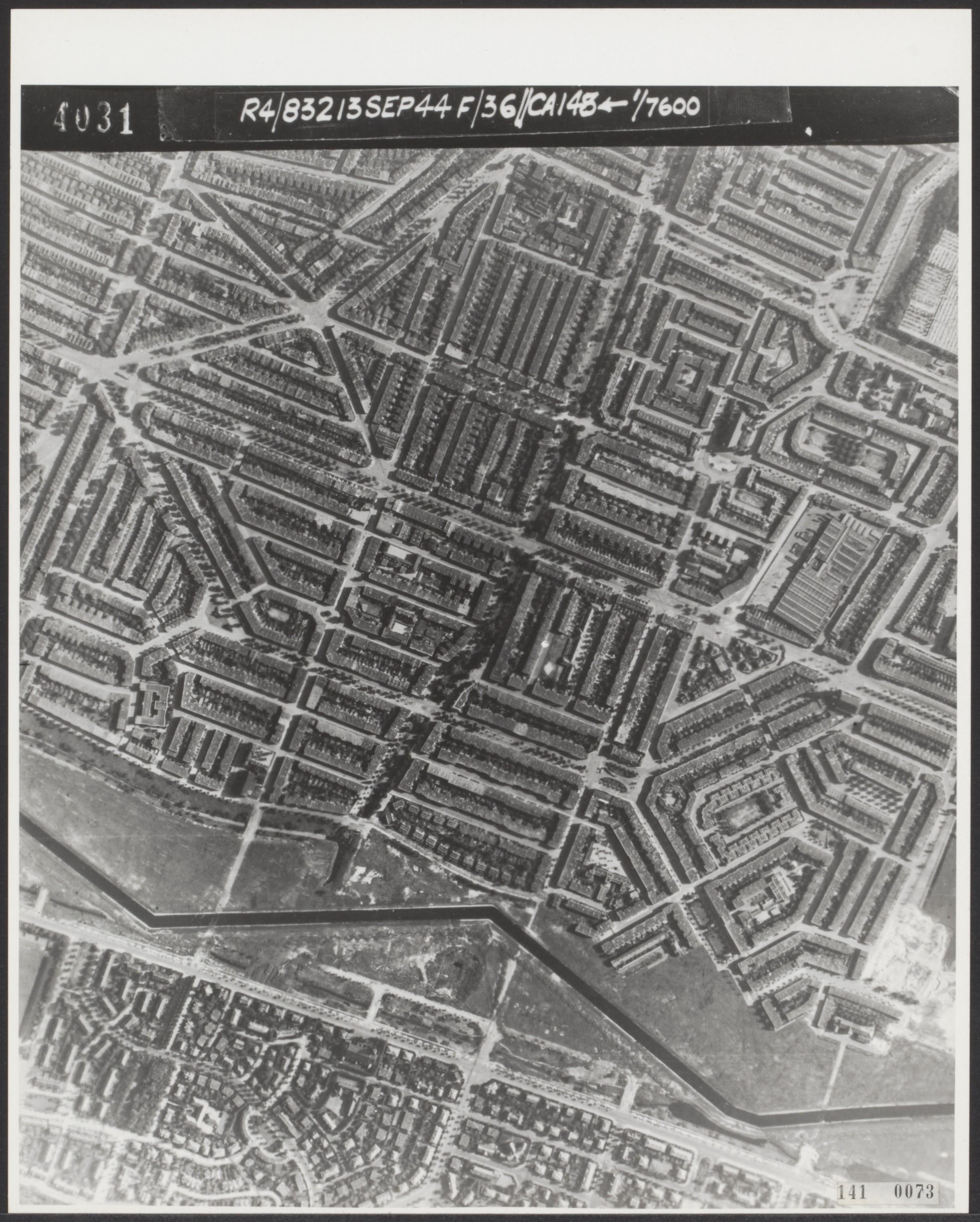
De tankgracht, zigzaggend door Den Haag, evenwijdig aan de Sportlaan waar nu het HagaZiekenhuis ligt.

In Nederland waren twee locaties langs de Nederlandse kust voor de Duitsers van groot belang. Het belangrijkst was de Festung Hoek van Holland aan beide zijden van de monding van de Nieuwe Waterweg met in het achterland de wereldhaven Rotterdam. Het zuidelijk deel hiervan is na de oorlog gesloopt bij de aanleg van het Europoortgebied. De andere belangrijke locatie was Festung IJmuiden met in het achterland de haven van Amsterdam. Beide locaties werden uitgebouwd met een groot aantal bunkers, mijnenvelden en versperringen.
Een apart probleem vormde Den Haag, dat ook onder de Duitse bezetting de regeringsstad bleef en daarom extra fortificaties nodig had. Parallel aan de kust werd een brede, vanaf Kijkduin in noordoostelijk richting uitwaaierende, strook tot Sperrgebiet verklaard en waarbinnen aan de zuidoostelijke zijde een tankgracht werd aangelegd. Om een vrij schootsveld van 300 meter te hebben zijn duizenden huizen rond deze gracht gesloopt en werden 135.000 Haagse inwoners geëvacueerd, waarvan velen in Aalten en Winterswijk terecht kwamen. De 20 meter brede en 5,5 km lange gracht lag ongeveer anderhalve kilometer landinwaarts, en is na 1945 omgevormd tot waterpartijen, in het landschap opgenomen of gedempt.
Den Helder en Vlissingen waren voor de Duitsers minder van belang. Toen de geallieerden Zeeuws-Vlaanderen veroverden namen de Duitsers aan dat er een aanval op Walcheren kon komen en verklaarden zij het eiland Walcheren ook tot Festung.

## Restanten van de Atlantikwall

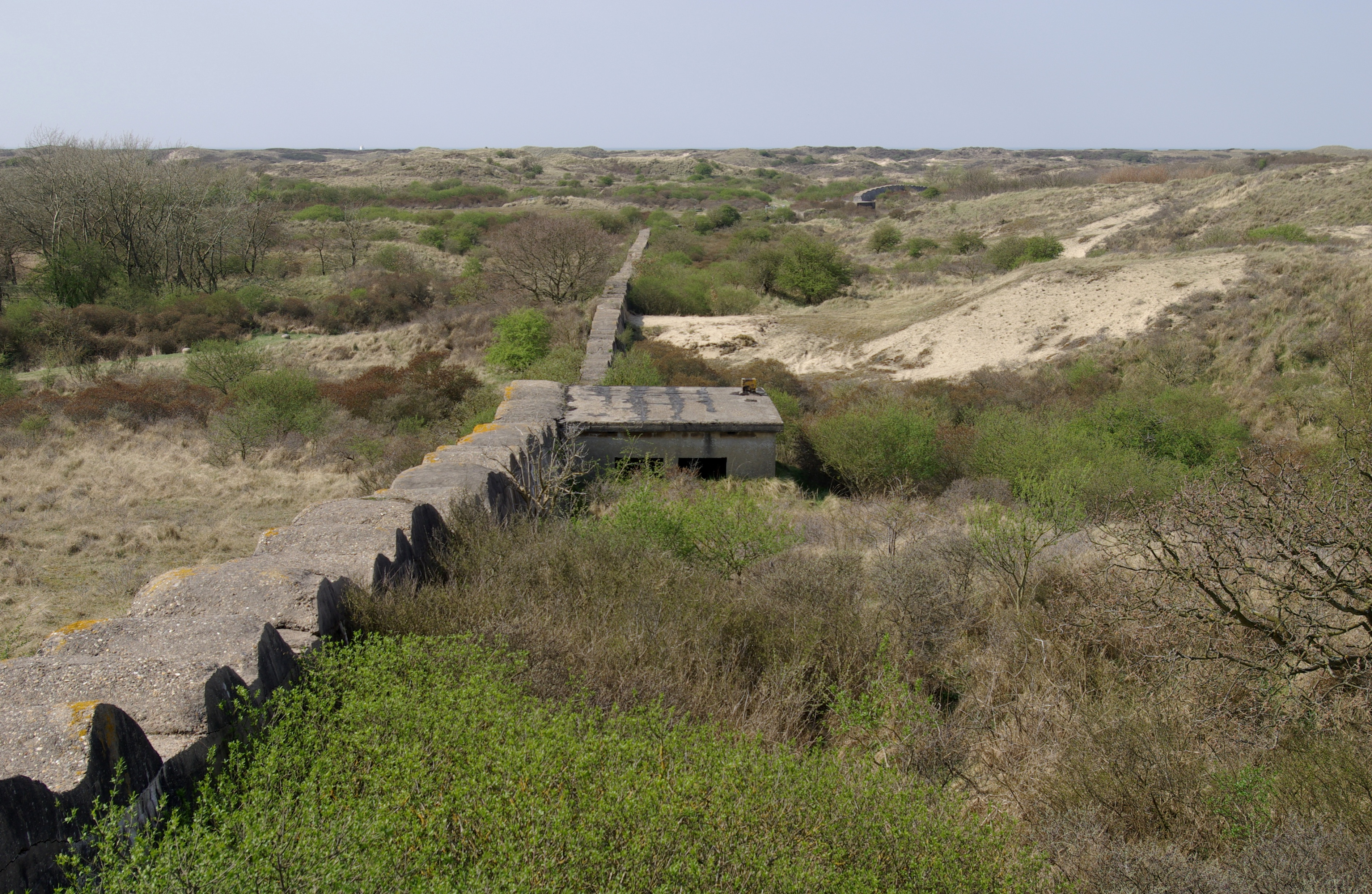
Enkele honderden meters lang deel van de Atlantikwall tussen Katwijk en Wassenaar.

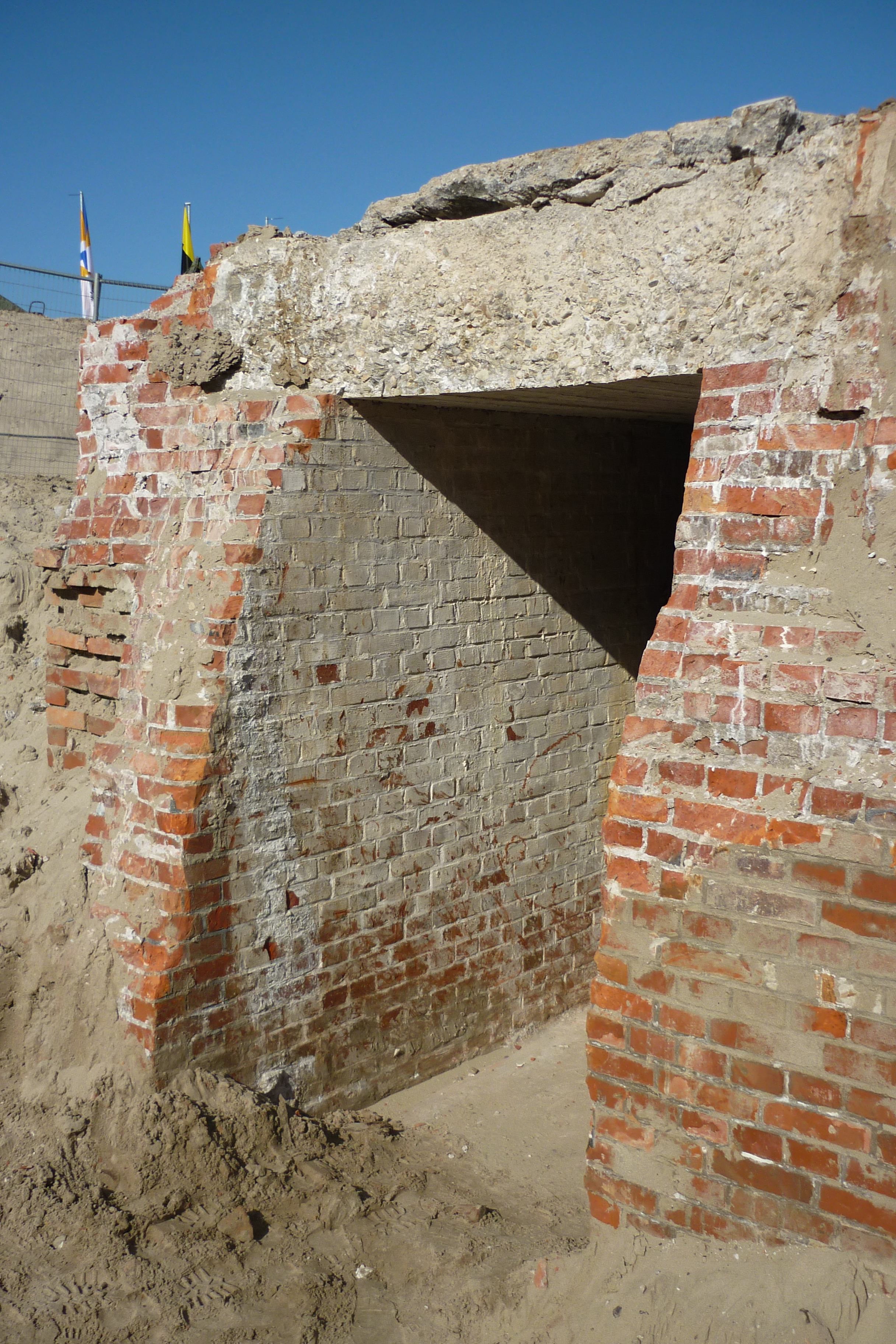
Ondergrondse gang op het strand bij het Seinpostduin.

### Nederland
Het eerste Nederlandse Atlantikwall-museum staat in Hoek van Holland, opgericht in 1996. Hierna ontstonden andere Atlantikwall-musea zoals in Zoutelande (1999), Bunker Museum IJmuiden (2001), het Atlantikwall Museum Noordwijk (2001) het Atlantikwall Museum Scheveningen (2005) en het Atlantikwall Centrum in Huisduinen (2019).
Veel bunkers van de Atlantikwall worden bewoond door vleermuizen en hebben op grond daarvan een beschermde status. Voorbeelden daarvan zijn in de omgeving van Den Haag te vinden: aan het Wassenaarse Slag, Katwijk, Scheveningen-Noord en Uilenbos.

#### Waddengebied
Onder de naam Atlantikwall in het Waddengebied worden tien locaties van de Atlantikwall op de eilanden en langs de vaste wal ontsloten voor het publiek: Den Helder (2019), Texel (2018), Vlieland (2018), Terschelling (2015), Ameland (2016), Schiermonnikoog (2014), Termunten (2019), Noorderleeg (2018), Kornwerderzand (2022 - Kazemattenmuseum is uiteraard al lang geleden geopend), Den Oever (2022).

#### Vlieland
Het is de bedoeling om op Vlieland het bunkerdorp Stelling 12H, dat onder het duinzand nog grotendeels intact is, uit te graven en er een museum te vestigen.

#### Huisduinen
In het voormalige administratiegebouw van de Duitse Kriegsmarine in Huisduinen is op 24 mei 2019 het Atlantikwall Centrum geopend. Bezoekers worden geïnformeerd over de Atlantikwall in Europa, in het Waddengebied en in Den Helder. Van hieruit kunnen bezoekers het oorlogserfgoed van Den Helder bezoeken. Het is een van de tien locaties van Atlantikwall in het Waddengebied. Bezoekers van het Atlantikwall Centrum kunnen onder begeleiding een bezoek brengen aan de unieke Flagruko bunker (Fl. 250). Van deze bunker is er in Nederland nog maar een. Er staan nog twee vergelijkbare exemplaren in Esbjerg en Saint-Nazaire.

#### IJmuiden
In de voormalige Festung IJmuiden is het Bunker Museum IJmuiden te bezoeken. Het museum is in een zevental personeelsonderkomens van de kustbatterij Heerenduin gevestigd. Inmiddels is de vuurleidingpost type M178 aan het museum toegevoegd. De museumbunkers zijn met elkaar verbonden via een loopgravenstelsel. In het landfront van IJmuiden bevindt zich nog een Walzkörpersperre, waarvan er nog maar twee bestaan (beide in Nederland). In het park Schooneberg bevinden zich nog de bunkers van het Festung Kommando.
Aan de noordzijde van de havenmond van IJmuiden liggen de resten van de voormalige Duitse kustbatterij Wijk am See. In het najaar van 2016 werd gestart met het herinrichten van het beoogde duinterrein, dat wordt teruggebracht naar zijn oorspronkelijke landbouwkundige vorm van 1945. In voorjaar van 2017 zijn de gerestaureerde/gerenoveerde vestingwerken van de voormalige Seeziel Batterie Wijk am See W.N.66i, de commandobunker type Leitstand M120/abg/M473a en zijn vier geschutbunkers 671sk/abg629 opengesteld voor het publiek. De Stichting Historisch Erfgoed zal aan de hand van foto- en beeldmateriaal een indruk vormen van de functie van de Duitse vestingbouw in de periode 1940-1945.

#### Noordwijk
Ten noorden van Noordwijk is het Atlantikwall Museum Noordwijk in 2004 begonnen met het leeggraven en opknappen van het gangenstelsel. Sinds 2007 is het gangenstelsel met een gids van het museum te bezoeken. Iets zuidelijker is het Museum Engelandvaarders, dat zich bevindt in een munitiebunker die oorspronkelijk deel uitmaakte van hetzelfde bunkercomplex.

#### Scheveningen
In 2005 werd de stichting Atlantikwall Museum Scheveningen opgericht die wandelingen en openstellingen organiseert. In 2008 werd de commandobunker van de Stutzpunktgruppe Scheveningen opengesteld, hier bevindt zich het bezoekerscentrum van het museum. Een gangenstelsel in de duinen bij Kijkduin (W67) is regelmatig open voor het publiek. Andere bunkers worden enkele malen per jaar opengesteld. Er is een fietsroute langs bijzondere plekken in de stad uitgebracht. Ook het tracé van de tankgracht is nog duidelijk te zien.

#### Hoek van Holland
Nadat het Atlantikwall-museum in Hoek van Holland jarenlang was gevestigd in een bunker aan de Badweg verhuisde het museum naar een van de bekendste en markantste bunkers van Nederland aan de Noorderpier. Op de nieuwe locatie is een eigentijds en professioneel museum gecreëerd met een unieke historische collectie. De oude museumbunker aan de Badweg is nog altijd te bezoeken met de maandelijkse rondleiding (een uitgebreide wandeltocht door de duinen waarbij diverse bunkers worden bezocht, op de site vermeld als Voorduin-rondleiding) van het museum, evenals een nabijgelegen groot ondergronds bunkercomplex. Het Atlantikwall-museum organiseert 's zomers rondvaarten over de voormalige tankgracht die om de Festung Hoek van Holland liep.

#### Groede
Voor bestaande informatie over de bunkers bij Groede (Zeeuws-Vlaanderen) wordt verwezen naar Groede Podium.

### België

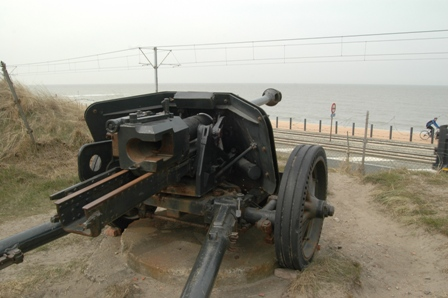
Een kanon aan de kust van Raversijde, Oostende.

Op het Provinciedomein Raversijde in Oostende is een groot deel van de Atlantikwall ter plekke goed bewaard gebleven. Hier is nu het Openluchtmuseum Atlantikwall, met daarin origineel ingerichte bunkers.
Het hoofdkwartier van de Atlantikwall van de Franse grens tot Walcheren lag in het Park Den Brandt in Antwerpen. De bunkers zijn nog redelijk intact en een van de hoofdbunkers kan bezocht worden.